# Ханс Гюнтер
Ханс Фридрих Карл Гюнтер (на немски: Hans Friedrich Karl Günther) е немски антрополог и евгенист във Ваймарската република, Третия райх и ФРГ.

## Биография
Роден е на 16 февруари 1891 година във Фрайбург, Германска империя. Преподава в университетите във Виена, Берлин и Фрайбург, автор е на много книги и есета посветени на расовата теория. През 1929 г. издава „Кратка расология на немския народ“, която става много популярна. През 1931 г. оглавява новата катедра по „Расология“ във Виенския университет.
Ханс Гюнтер е много популярен по времето на Третия райх. Въпреки че не е бил член на НСДАП, след края на Втората световна война е задържан 3 години без съдебен процес във френски концентрационен лагер. Признат за невинен, на 8 август 1949 г. е освободен. През 1953 г. е избран за член-кореспондент на Американското общество по генетика.
Умира на 25 септември 1968 година във Фрайбург на 77-годишна възраст.